# Dd
dd (англ. dataset definition — визначення набору даних) — команда Unix, призначена для низькорівневого копіювання й конвертації необроблених (raw) даних. Використовується для копіювання визначеної кількості байтів чи блоків, заміни порядку байтів "на льоту", копіювання областей файлів пристроїв, резервного копіювання завантажувального сектора жорсткого диску або читання фіксованої кількості даних зі спеціальних файлів /dev/zero чи /dev/random.
Команду dd жартома називають «винищувач дисків» (disk destroyer), «винищувач даних» (data destroyer), чи «стерти дані» (delete data), оскільки при виконанні низькорівневих операцій навіть незначна помилка (така, як переплутати між собою параметри if та of) може призвести до втрати деяких (або навіть усіх) даних на диску.

## Синтаксис
Синтаксис команди dd істотно відрізняється в залежності від ОС, тому узагальнити опис використання непросто. Загалом, dd використовує формат option=value, тоді як більшість Unix-команд мають вигляд -option value або --option=value. Також dd використовує параметри if для задання вхідного файлу (тоді як більшість команд безпосередньо приймають ім'я файлу) та of — для файлу виводу.
Команда має таку загальну форму (квадратні дужки […] значать, що параметр — необов'язковий):
dd [--help] [--version] [if=файл] [of=файл] [bs=байтів] [ibs=байтів] [obs=байтів] [cbs=байтів] [count=блоків] [seek=блоків] [skip=блоків] [conv={ascii, ebcdic, ibm, block, unblock, lcase, ucase, swab, noerror, notrunc, sync}]

### Параметри
- if=файл — читає дані з файла замість стандартного вводу.
- of=файл — пише дані у файл-призначення замість стандартного виводу.
- bs=байтів — встановлює розмір блоку (кількість байтів читання й запису за раз). Ця опція пересилює ibs та obs.
- ibs=байтів — задає розмір блоку (в байтах) для зчитування за раз (типово — 512)…
- obs=байтів — … і для запису за раз (типово — 512).
- cbs=байтів — вказує розмір блоків (у байтах) перетворень для фільтрів block та unblock.
- count=блоків — скільки блоків ibs-байтової довжини копіювати.
- seek=блоків — вказує, скільки блоків obs-байтової довжини пропустити у файлі-призначення перед початком копіювання.
- skip=блоків — скільки блоків ibs-байтової довжини пропустити у файлі вводу перед тим, як розпочати копіювання.
- conv=фільтр1[,фільтр2,…,фільтрN] (без прогалин між комами) — застосувати фільтр(и) для конвертації:
  - ascii — конвертувати в ASCII з EBCDIC…
  - ebcdic — … і навпаки.
  - block — вирівнювання блоків (для кожного рядка файлу вводу виведе cbs байтів, замінюючи символ нового рядка на пробіл і доповнюючи пробілами, за необхідності).
  - unblock — замінить кінцеві пробіли кожного ввідного блоку з розміром cbs символом нового рядка.
  - lcase — замінить літери верхнього регістру на нижній…
  - ucase — … і навпаки.
  - swab — поміняє місцями кожну пару байтів вводу, останній непарний (коли є) просто скопіюється.
  - noerror — ігнорувати помилки вводу-виводу.
  - notrunc — не вкорочуватиме файл виводу.
  - sync — доповнить кожний блок вводу хвостовими нульовими байтами до ibs-розміру.
- -- — закінчує список параметрів.

Кількість блоків і байтів може бути вказана за допомогою суфіксів множення: c =1, w =2, b =512, kB =1000, K =1024, MB =1000*1000, M =1024*1024, xM =M GB =1000*1000*1000, G =1024*1024*1024, те ж саме для T, P, E, Z, Y.

## Використання

### Робота з CD/DVD-дисками й образами
Приклад використання команди dd для створення образу диску з CD-ROM:
```
 
dd
 
if
=
/dev/cdrom
 
of
=
/home/sam/myCD.iso
 
bs
=
2048
 
conv
=
sync

```

Створити образ CD/DVD, використовуючи розмір блоку, ігноруючи помилки:
```
 
dd
 
if
=
/dev/cdrom
 
of
=
backup.iso
 
bs
=
65535
 
conv
=
noerror

```

Записати ISO-образ «image.iso» на розділ sdb1 разом із його завантажувальним сектором і форматуванням розділу в файловій системі образа (як правило, ISO 9660 або UDF):
```
 
dd
 
if
=
image.iso
 
of
=
/dev/sdb1

```

### Робота з файлами
Скопіювати файл foo в файл bar:
```
    
dd
 
if
=
foo
 
of
=
bar

```

Скопіювати файл foo в файл bar, пропустивши перші 10 КБ із файлу foo:
```
    
dd
 
if
=
foo
 
of
=
bar
 
bs
=
1k
 
skip
=
10

```

Порізати 10-мегабайтний файл foo на два по 5 МБ:
```
    
dd
 
if
=
foo
 
of
=
bar.0
 
bs
=
1M
 
count
=
5

    
dd
 
if
=
foo
 
of
=
bar.1
 
bs
=
1M
 
skip
=
5

```

Склеїти чотири 100-мегабайтних файли в один:
```
    
dd
 
if
=
SMILE.001
 
of
=
SMILE
  
bs
=
1M
 
seek
=
0

    
dd
 
if
=
SMILE.002
 
of
=
SMILE
  
bs
=
1M
 
seek
=
100

    
dd
 
if
=
SMILE.003
 
of
=
SMILE
  
bs
=
1M
 
seek
=
200

    
dd
 
if
=
SMILE.004
 
of
=
SMILE
  
bs
=
1M
 
seek
=
300

```

а можна й так:
```
    
dd
 
if
=
SMILE.001
 
>
 
SMILE

    
dd
 
if
=
SMILE.002
 
>>
 
SMILE

    
dd
 
if
=
SMILE.003
 
>>
 
SMILE

    
dd
 
if
=
SMILE.004
 
>>
 
SMILE

```

або ж (для склеювання файлу із великої кількості шматків):
```
    
for
 
i
 
in
 
{
1
..4
}
;
 
do
 

        
dd
 
if
=
SMILE.00
$i
 
>>
 
SMILE

    
done

```

Приклади вище показують можливості dd; на практиці, зазвичай, використовується cat:
```
    
cat
 
SMILE.00
{
1
,2,3,4
}
 
>>
 
SMILE

```

або простіше, якщо немає зайвих файлів, що підпадають під маску SMILE.*:
```
    
cat
 
SMILE.*
 
>
 
SMILE

```

Вивести на екран (у /dev/stdout) перші 256 байт файла foo:
```
    
dd
 
if
=
foo
 
of
=
/dev/stdout
 
bs
=
128
 
count
=
2

```

або, враховуючи, що типовий файл виводу якраз і є /dev/stdout:
```
    
dd
 
if
=
foo
 
bs
=
128
 
count
=
2

```

Попередня команда придатна лише для перегляду текстового файлу. Вміст бінарного файлу рекомендується дивитися, перенаправивши вивід на команду hexdump:
```
    
dd
 
if
=
foo
 
bs
=
1
 
count
=
10
 
2
>
 
/dev/null
 
|
 
hexdump

```

### Резервне копіювання й видалення даних
Скопіювати один розділ жорсткого диску на інший жорсткий диск, ігноруючи помилки вводу-виводу:
```
    
dd
 
if
=
/dev/sda1
 
of
=
/dev/sdb2
 
bs
=
4096
 
conv
=
noerror

```

Зробити копію головного завантажувального запису (MBR) першого жорсткого диску:
```
    
dd
 
if
=
/dev/hda
 
of
=
bootloader.mbr
 
bs
=
1
 
count
=
512

```

Копіювати все, крім мітки, з диску на магнітну стрічку:
```
    
(
dd
 
bs
=
4k
 
skip
=
1
 
count
=
0
 
&&
 
dd
 
bs
=
512k
)
 
<
$disk
 
>
$tape

```

Копіювати все, не перезаписуючи мітку, з магнітної стрічки на диск:
```
    
(
dd
 
bs
=
4k
 
seek
=
1
 
count
=
0
 
&&
 
dd
 
bs
=
512k
)
 
<
$tape
 
>
$disk

```

Знищити вміст пристрою /dev/sdg, заповнивши його «нулями» з /dev/zero:
```
    
dd
 
if
=
/dev/zero
 
of
=
/dev/sdg
 
bs
=
65535

```

Дізнатися статус виконання операції:
```
    
killall
 
-USR1
 
dd

```

В останніх версіях статус виконання операції можна відобразити в консолі, ввівши команду dd з параметром status=progress
```
   dd if=image.iso of=/dev/sdb status=progress
```